# 8 (álbum de Buenos Muchachos)
El octavo álbum de estudio de la banda de rock uruguaya Buenos Muchachos, sin título —también referido como #8—, se editó en el 7 de diciembre de 2017 a través de Bizarro Records. La banda grabó el álbum junto al productor Gastón Ackermann —con quien habían trabajado en Amanecer búho— entre agosto y octubre de 2017.
El álbum contiene un total de once canciones, además de una canción oculta. Se lanzaron los sencillos «Antenas rubias» y «Turto», antes de presentar oficialmente el álbum en vivo el 28 de abril de 2018 en el Teatro de Verano Ramón Collazo. En abril del mismo año la banda recibió el disco de oro al superar las 2000 copias vendidas.

## Lista de canciones
Todas las canciones fueron compuestas por Buenos Muchachos, excepto las indicadas.

| N.º | Título                                                       | Duración |  |
| 1.  | «Veocomotopo»                                                |          |  |
| 2.  | «Arco»                                                       |          |  |
| 3.  | «Antenas rubias» (compuesta por Diego Be y Buenos Muchachos) |          |  |
| 4.  | «Turto»                                                      |          |  |
| 5.  | «Viaje lejos»                                                |          |  |
| 6.  | «Mi rincón (parte 2)»                                        |          |  |
| 7.  | «Crucifijo de orillo»                                        |          |  |
| 8.  | «Sentimiento acorde»                                         |          |  |
| 9.  | «Dos no da tres»                                             |          |  |
| 10. | «Todo aquel infierno»                                        |          |  |
| 11. | «La miseria de tu plan»                                      |          |  |
| 12. | «Barco hermanito» (hidden track)                             |          |  |

## Créditos
Músicos
- Pedro Dalton - voz
- Gustavo Antuña - guitarra
- Marcelo Fernández - guitarra
- José Nozar - batería
- Ignacio Etcheverría - bajo
- Ignacio Gutiérrez - teclados
- Francisco Coelho - guitarra

Producción
- Gastón Ackermann - productor
- Gustavo Antuña, Martín Batallés y Gabriela Costoya - arte y diseño gráfico